# George Allen (hockey sur glace)
Pour les articles homonymes, voir George Allen et Allen.
George Trenholm Allen  (né le 27 juillet 1914 à Bayfield, dans la province du Nouveau-Brunswick au Canada, mort le  27 mars 2000 à Red Deer, dans la province de l'Alberta) est un joueur de hockey sur glace professionnel de la Ligue nationale de hockey qui évolua avec les Rangers de New York, les Black Hawks de Chicago et les Canadiens de Montréal.
Il fut le premier joueur de l'histoire des Rangers à inscrire 3 points lors de son premier match dans la LNH (performance réalisée en 1938).
Il joue huit saisons dans la LNH avec les Rangers, les Black Hawks de Chicago et les Canadiens de Montréal, il obtient 197 points en 339 rencontres. Son frère Vivan joua 6 parties avec les Americans de New York.

## Statistiques
| Saison     | Équipe                      | Ligue       |     | Saison régulière | Saison régulière | Saison régulière | Saison régulière | Saison régulière |   | Séries éliminatoires | Séries éliminatoires | Séries éliminatoires | Séries éliminatoires | Séries éliminatoires |
| Saison     | Équipe                      | Ligue       | PJ  | B                | A                | Pts              | Pun              | PJ               | B | A                    | Pts                  | Pun                  |                      |                      |
| 1935-1936  | Beavers de North Battleford | N-SSHL      | 21  | 10               | 5                | 15               | 10               | 3                | 2 | 1                    | 3                    | 4                    |                      |                      |
| 1936-1937  | Beavers de North Battleford | N-SSHL      | 26  | 15               | 9                | 24               | 26               | 4                | 4 | 1                    | 5                    | 4                    |                      |                      |
| 1936-1937  | Beavers de North Battleford | Coupe Allan | -   | -                | -                | -                | -                | 12               | 6 | 4                    | 10                   | 8                    |                      |                      |
| 1937-1938  | Tigers de Sudbury Frood     | NOHA        | 4   | 2                | 0                | 2                | 8                | -                | - | -                    | -                    | -                    |                      |                      |
| 1937-1938  | Eagles de New Haven         | LAH         | 35  | 9                | 13               | 22               | 20               | 2                | 0 | 0                    | 0                    | 0                    |                      |                      |
| 1938-1939  | Ramblers de Philadelphie    | LAH         | 33  | 23               | 11               | 34               | 15               | 3                | 1 | 0                    | 1                    | 0                    |                      |                      |
| 1983-1939  | Rangers de New York         | LNH         | 19  | 6                | 6                | 12               | 10               | 7                | 0 | 0                    | 0                    | 4                    |                      |                      |
| 1939-1940  | Black Hawks de Chicago      | LNH         | 48  | 10               | 12               | 22               | 26               | 2                | 0 | 0                    | 0                    | 0                    |                      |                      |
| 1940-1941  | Black Hawks de Chicago      | LNH         | 44  | 14               | 17               | 31               | 22               | 5                | 2 | 2                    | 4                    | 10                   |                      |                      |
| 1941-1942  | Black Hawks de Chicago      | LNH         | 43  | 7                | 13               | 20               | 31               | 3                | 1 | 1                    | 2                    | 0                    |                      |                      |
| 1942-1943  | Black Hawks de Chicago      | LNH         | 47  | 10               | 14               | 24               | 26               | -                | - | -                    | -                    | -                    |                      |                      |
| 1943-1944  | Black Hawks de Chicago      | LNH         | 45  | 17               | 24               | 41               | 36               | 9                | 5 | 4                    | 9                    | 8                    |                      |                      |
| 1944-1945  | Service Militaire           |             | -   | -                | -                | -                | -                | -                | - | -                    | -                    | -                    |                      |                      |
| 1945-1946  | Black Hawks de Chicago      | LNH         | 44  | 11               | 15               | 26               | 16               | 4                | 0 | 0                    | 0                    | 4                    |                      |                      |
| 1946-1947  | Canadiens de Montréal       | LNH         | 49  | 7                | 14               | 21               | 12               | 11               | 1 | 3                    | 4                    | 6                    |                      |                      |
| 1946-1947  | Bisons de Buffalo           | LAH         | 3   | 1                | 1                | 2                | 4                | -                | - | -                    | -                    | -                    |                      |                      |
| 1947-1948  | Barons de Cleveland         | LAH         | 68  | 15               | 34               | 49               | 30               | 9                | 2 | 5                    | 7                    | 6                    |                      |                      |
| 1948-1949  | Barons de Cleveland         | LAH         | 28  | 2                | 3                | 5                | 26               | -                | - | -                    | -                    | -                    |                      |                      |
| 1948-1949  | Millers de Minneapolis      | USHL        | 37  | 7                | 6                | 13               | 6                | -                | - | -                    | -                    | -                    |                      |                      |
| 1949-1950  | Tigers de Kerrobert         | SIHL        | -   | -                | -                | -                | -                | -                | - | -                    | -                    | -                    |                      |                      |
| 1950-1951  | Caps de Régina              | WCMHL       | 50  | 9                | 18               | 27               | 26               | -                | - | -                    | -                    | -                    |                      |                      |
| 1951-1952  | Tigers de Kerrobert         | SIHA        | -   | -                | -                | -                | -                | -                | - | -                    | -                    | -                    |                      |                      |
| 1952-1953  | Tigers de Kerrobert         | SIHA        | -   | -                | -                | -                | -                | -                | - | -                    | -                    | -                    |                      |                      |
| 1953-1954  | Tigers de Kerrobert         | SIHA        | -   | -                | -                | -                | -                | -                | - | -                    | -                    | -                    |                      |                      |
| 1954-1955  | Tigers de Kerrobert         | SIHA        | -   | -                | -                | -                | -                | -                | - | -                    | -                    | -                    |                      |                      |
| 1955-1956  | Tigers de Kerrobert         | SIHL        | -   | -                | -                | -                | -                | -                | - | -                    | -                    | -                    |                      |                      |
| 1956-1957  | Tigers de Kerrobert         | SIHL        | -   | -                | -                | -                | -                | -                | - | -                    | -                    | -                    |                      |                      |
| Totaux LNH | Totaux LNH                  | Totaux LNH  | 339 | 82               | 115              | 197              | 179              | 41               | 9 | 10                   | 19                   | 32                   |                      |                      |

## Trophée
- Ligue américaine internationale de hockey
  - Deuxième équipe d'étoiles en 1938-1939
- Ligue américaine de hockey
  - Coupe Calder en 1947-1948

## Transactions en carrière
- Le 17 mai 1939 : droits vendus au Black Hawks de Chicago par les Rangers de New York.
- Le 6 septembre 1946 : échangé au Canadiens de Montréal par les Black Hawks de Chicago en retour de Paul Bibeault.
- Le 21 décembre 1948 : échangé au Millers de Minneapolis (USHL) par les Barons de Cleveland en retour de Tom Williams.